# Wadham College

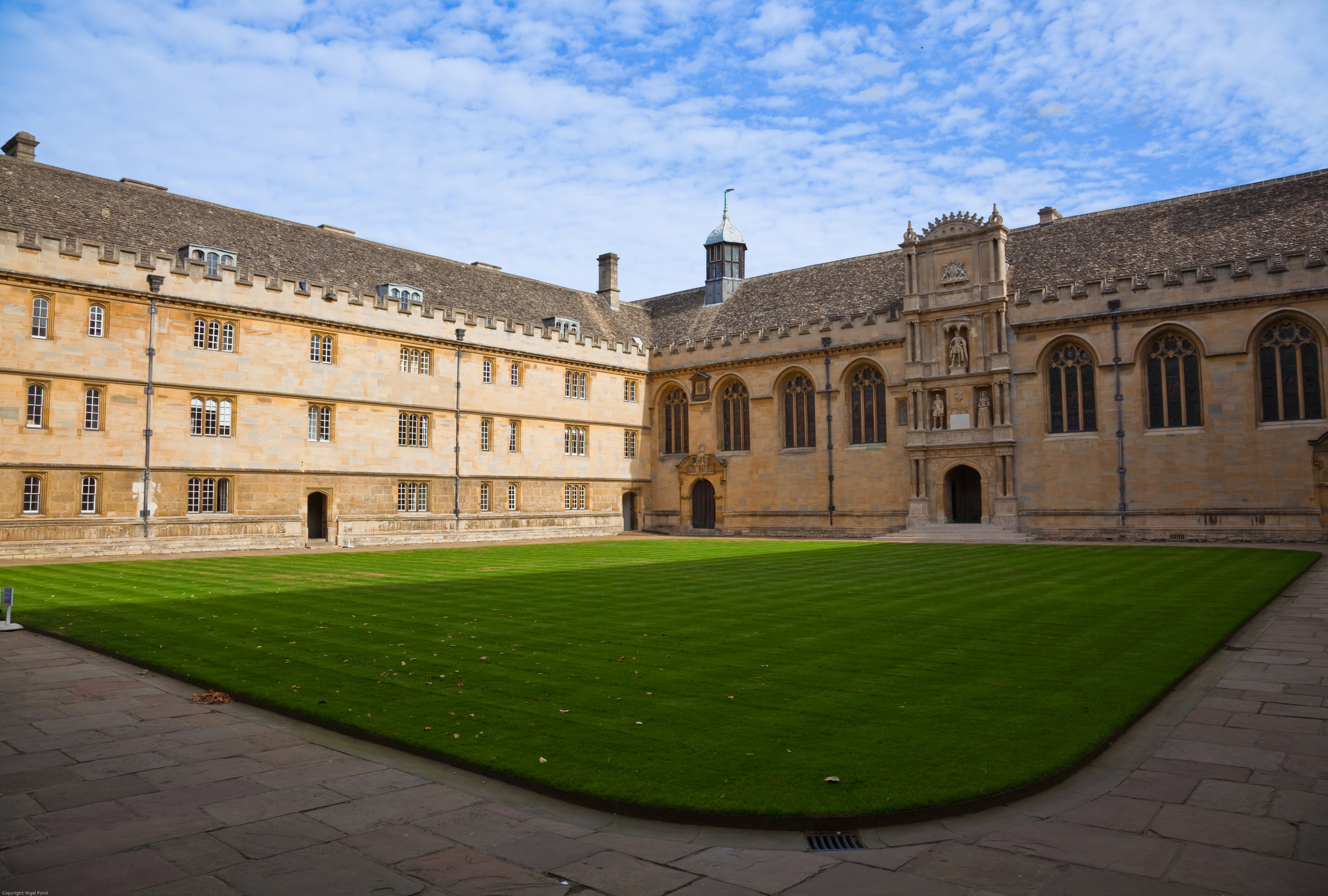
Patio Principal.

El Wadham College es uno de los colleges que constituyen la Universidad de Oxford en el Reino Unido, se encuentra en el final de Parks Road en el centro de Oxford. Fue fundado por Nicholas y Dorothy Wadham, ricos terratenientes de Somerset, durante el reinado del Rey Jacobo I de Inglaterra. En 2006 tuvo un presupuesto estimado de 66 millones de libras.

## Historia
Nicholas Wadham murió en 1609 dejando una fortuna junto con la propiedad de un college en Oxford. El diseño y la aplicación de esta idea recayeron sobre su mujer Dorothy Wadham, una septuagenaria. En un período de sóloación del nuevo college, negoció la adquisición de unos terrenos para el mismo, contrató a arquitecto William Arnold, creó los estatutos del college, y contrató al primer guardián, a los primeros miembros directivos del college, a los profesores y a un cocinero. Aunque nunca visitó Oxford, ella mantuvo un estrecho control sobre el college y sus financias hasta su muerte en 1618.
Aunque es uno de los colleges históricos más jóvenes, el Wadham tiene algunos de los edificios más viejos y mejor preservados, a raíz del auge de las reconstrucciones que se produjo en Oxford en el siglo XVII. Algunas veces se le ha considerado como el último gran edificio público inglés construido siguiendo el esquema medieval de los maestros albañiles. El Patio Principal del Wadham, que sirvió a casi todo el college hasta mediados del siglo XX, también es uno de los primeros ejemplos del estilo “Gótico Jacobino” que se adoptó en muchos edificios de la universidad. Desde 1952 una dramática expansión ha hecho uso de unas casas de los siglos XVII y XVIII, un almacén usado para guardar biblias, y bastantes nuevos edificios diseñados por Gilspie, Kidd & Coia y McCormav Jamieson Prichard. También incluye la sala de música Holywell, la sala de música más antigua de Europa. El Wadham también tiene otro motivo de fama: se cree que su capilla fue el primer edificio religioso que recuperó sus vidrieras y estatuas tras la reforma religiosa.

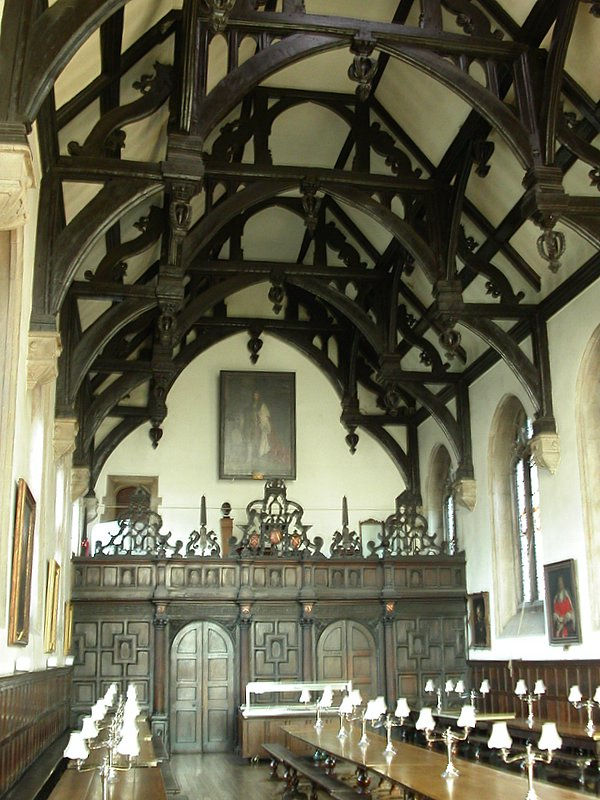
El Comedor del Wadham.

Bajo los estatutos originales, las mujeres no podían ingresar en el college, con la excepción de una lavandera que tenía que ser de 'cierta edad, condición, y reputación así como tener una recomendación'. Estas normas fueron suavizadas, y en 1974 se cambiaron para permitir la admisión de las mujeres como miembros de pleno derecho del college. De hecho, el Wadham fue el primer de los colleges históricos que sólo aceptaban a hombres, en tener mujeres estudiantes.
El Wadham tiene reputación de ser un college progresista y tolerante. En 1975 la Junior Common Room (JCR) eligió cambiarse el nombre y llamarse “Unión de Estudiantes”, siendo el primer college de Oxford que hizo algo así. Como protesta contra el apartheid, la unión de estudiantes aprobó una moción en 1984 para que todos los colleges terminaran las noches de discoteca poniendo Free Nelson Mandela de The Specials. Esta tradición continuó tras la liberación de Nelson Mandela en 1990. El Wadham también tiene gran reputación por ser u fuerte defensor de los derechos de los homosexuales, y celebra el “Queer Bop”, una noche una vez al año con estudiantes de todos los colleges y de toda orientación sexual.